# Guillaume Veirieu
Guillaume Veirieu, née le 13 janvier 1757 à Lunel (Hérault) et mort le 5 novembre 1798 à Carcassonne (Aude), est un homme politique français.

## Biographie
Homme de loi, il est député de la Haute-Garonne de 1791 à 1792, siégeant avec les modérés. Il est réélu au Conseil des Cinq-Cents le 25 germinal an V,.

## Publications
- Discours prononcé dans la salle des Illustres, le 3 juillet 1790, Toulouse, imp.-lib. Dominique Desclassan (1738-1793), coll. « Les archives de la Révolution française », 1790, 16 p., 10,5 × 14,8 cm (OCLC 458447733, BNF 37245928, SUDOC 155067753, présentation en ligne, lire en ligne).
- Moyens d’accroître & d'affermir la puissance nationale, en augmentant la richesse particulière de chaque citoyen… et projet d'un code hypothécaire, Paris, [s.n.], 1793, 76 p., in-8° (OCLC 493733372, SUDOC 095801014, présentation en ligne).